# Draba alyssoides
Draba alyssoides är en korsblommig växtart som beskrevs av Carl Sigismund Kunth. Draba alyssoides ingår i släktet drabor, och familjen korsblommiga växter. Inga underarter finns listade i Catalogue of Life.